# Saint-Lizier
Saint-Lizier – miejscowość i gmina we Francji, w regionie Oksytania, w departamencie Ariège.
Według danych na rok 1990 gminę zamieszkiwało 1646 osób, a gęstość zaludnienia wynosiła 183 osób/km² (wśród 3020 gmin regionu Midi-Pireneje Saint-Lizier plasuje się na 219. miejscu pod względem liczby ludności, natomiast pod względem powierzchni na miejscu 1167.).
W mieście znajduje się katedra z XI-XII w.